# Roccacerro
Roccacerro è una frazione del comune di Tagliacozzo (AQ), in Abruzzo.

## Geografia fisica

### Territorio
Il paese si sviluppa alle pendici del monte Bove a quota 1 170 metri di altitudine, dominando la sottostante piana dell'Ara dei Pali. La parte più alta è quella dove sorge la chiesa dedicata a santa Maria degli Angeli, da cui si ha una visione panoramica del territorio marsicano. La località di Collevento e il vicino valico del monte Bove, situato a 1 220 m s.l.m. lungo la via Tiburtina Valeria, segnano i confini dei territori comunali di Tagliacozzo e Carsoli.
Roccacerro è prossima alla località turistica di Marsia, situata sul sovrastante monte Midia, e alla frazione di Tremonti.
Dista circa 4 chilometri dal capoluogo comunale.

## Storia

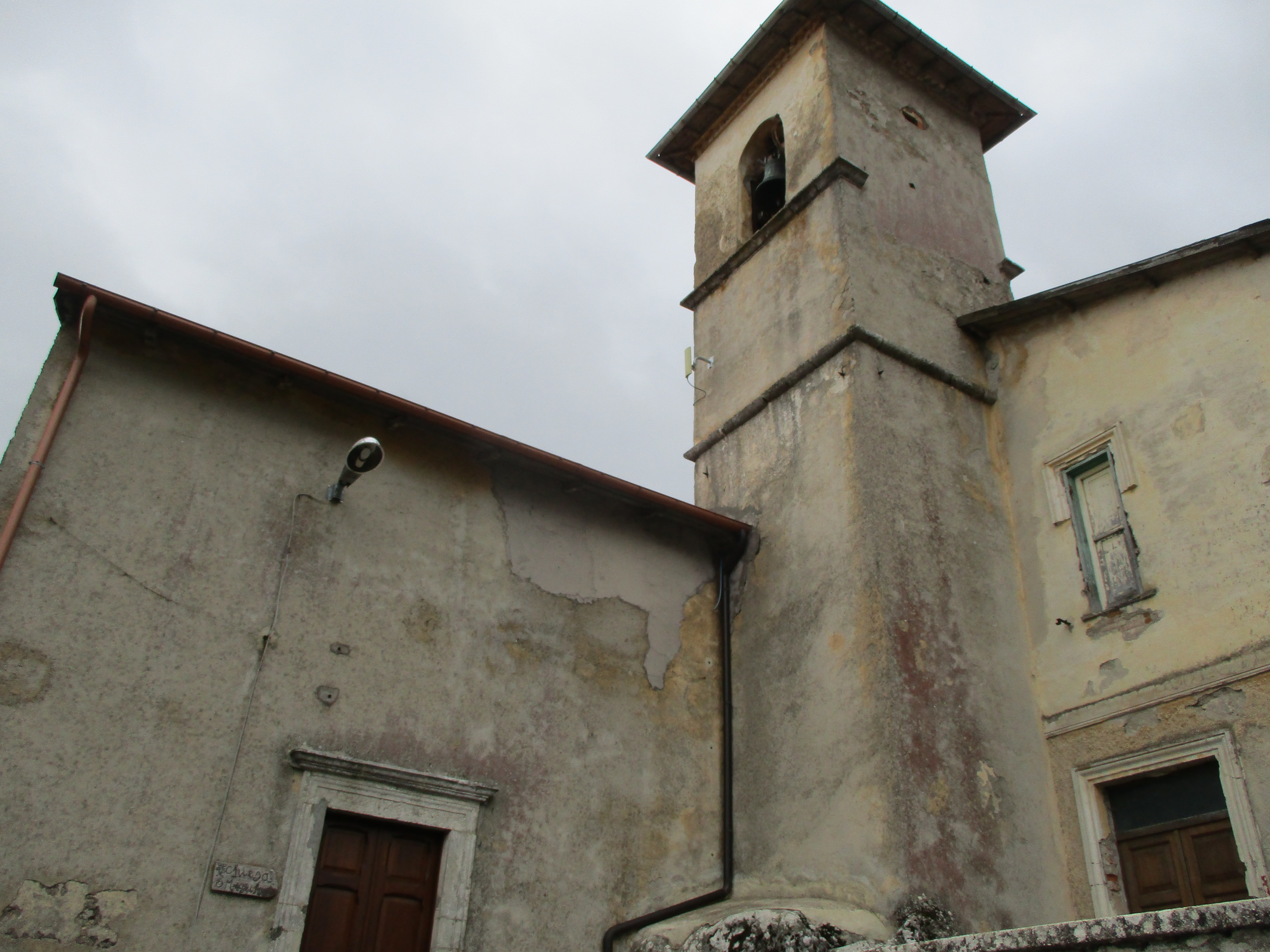
Chiesa di Santa Maria degli Angeli

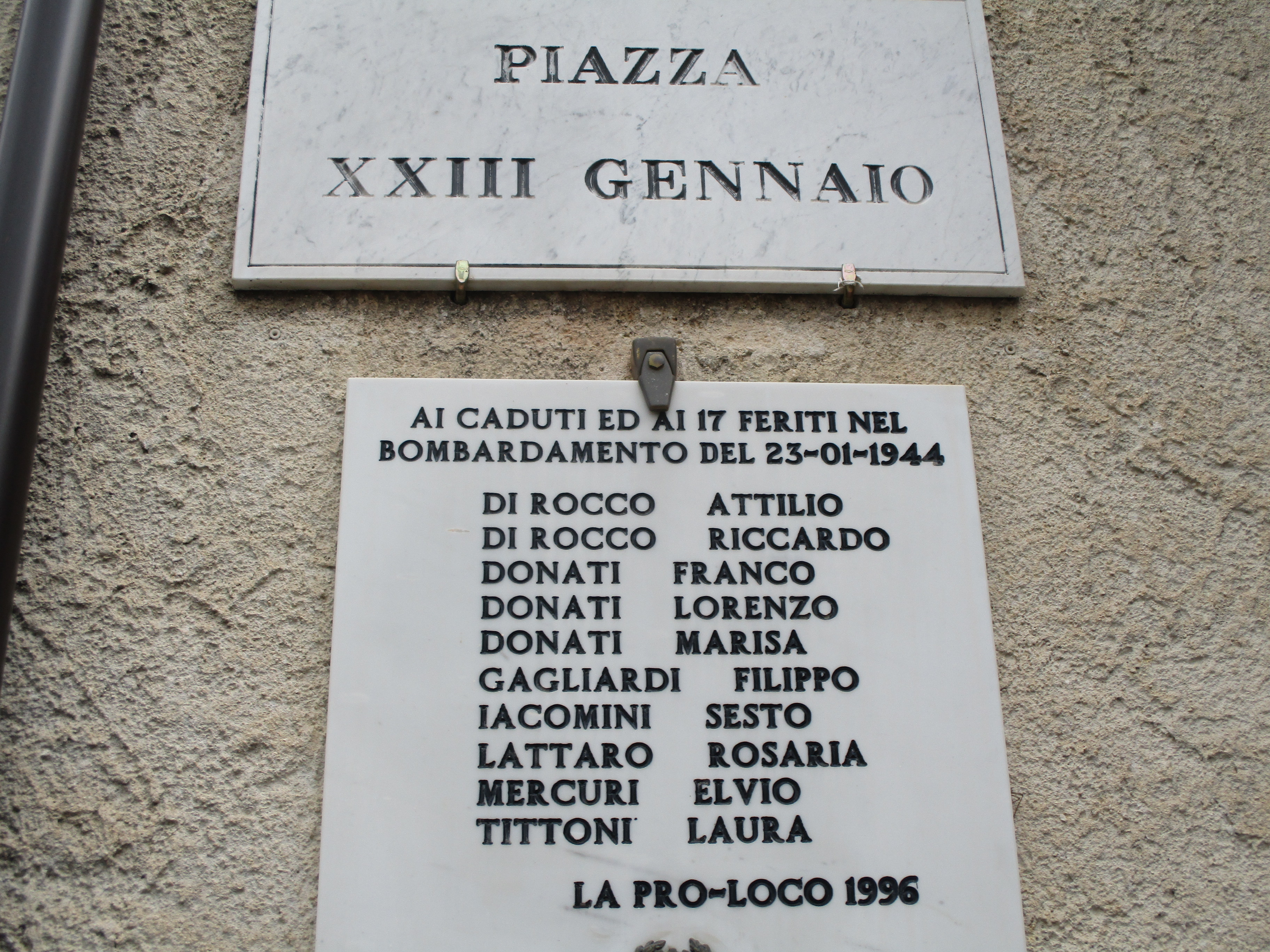
Targa ai caduti del bombardamento del 23 gennaio 1944

Nel Medioevo il paese era noto come "Rocca Cerri", mentre in alcuni documenti altomedievali è stato confuso con "Rocca di Cerro" che dal XII al XV secolo ha identificato la contemporanea località di Villavallelonga. Durante il feudalesimo Roccacerro venne considerata un importante punto nella rete di difesa della Marsica occidentale, grazie alla sua posizione strategica subito dopo il valico del monte Bove lungo l'antico tracciato della via Valeria. Durante il Medioevo, dove sorge la chiesa di Santa Maria degli Angeli, era invece presente il castello che, grazie alla sua posizione sopraelevata rispetto ai paesi circostanti, in caso di invasione era in grado di dare l'allarme al castello di Tagliacozzo e ad altri centri difensivi dei piani Palentini e del lago Fucino.
Nel 1298 Carlo II d'Angiò donò il castello e tutte le terre ad esso annesse a Francesco, figlio di Andrea De Ponte (Pontibus) già signore del castello di Tremonti, come riconoscimento per la loro fedeltà e per i servizi resi sia verso di lui che verso il re Carlo I d'Angiò, suo padre.
Ai primi del Trecento iniziò nella zona la scalata della potente famiglia Orsini e Roccacerro, come altri centri marsicani, subì le invasioni e le guerre per la conquista del territorio; in una pergamena del 27 ottobre del 1346 i fratelli Andrea e Stefano de Montanea chiesero aiuto a Subiaco per difendere i loro possedimenti e il castello di Rocca di Cerro dalle invasioni del potente Orso dei figli d'Orsi.
Nel 1351 vennero vendute una parte dei castelli di Tagliacozzo e di Rocca di Cerro a Orso di Giacomo Orsini da parte di Andrea e Stefano de Montanea e dalla moglie di quest'ultimo, Cecca.
Il dominio della famiglia Orsini finì nel 1497, a favore della famiglia Colonna, per decisione del re di Napoli: "Privilegio di Federico d'Aragona, re di Napoli, che, in applicazione della concessione solo verbale fatta dal suo predecessore re Ferdinando suo nipote, concede a Fabrizio Colonna e successori, in riconoscimento della fedeltà prestata nelle trascorse vicende della occupazione del regno di Napoli da parte del re di Francia Carlo VIII, i possedimenti feudali in Abruzzo sequestrati al ribelle Virginio Orsini: Tagliacozzo col titolo di contea, Albe col titolo di contea, Celle (Carsoli), Oricola, Rocca di Botte, Pereto, Colli (Colli di Monte Bove), Tremonti, Rocca di Cerro... Il re dichiara ribelle Virginio Orsini e ordina al gran giudice del regno di istruire il procedimento giudiziario per lesa maestà".
Per circa tre secoli il centro fortificato fu uno dei possedimenti della famiglia Colonna che terminata l'esigenza di controllo del ducato di Tagliacozzo fece costruire la chiesa parrocchiale sul sito della diroccata torre medievale. 
Durante il 1600 i resti dell'antica torre-cintata che dominava il centro abitato vennero infatti adattati all'edificio religioso che fu dedicato a santa Maria degli Angeli.
In seguito all'eversione feudale l'universitas di Roccacerro venne aggregata al circondario e al comune di Tagliacozzo che dal 1811 fu incluso nel distretto di Avezzano. Il paese fu immortalato all'inizio del Novecento dall'archeologo britannico Thomas Ashby, impegnato in una ricognizione dell'area archeologica di Carsioli.
Per via della sua posizione di passaggio lungo l'antica via Tiburtina Valeria e sino al termine della seconda guerra mondiale mantenne una certa importanza logistica. Il centro fu gravemente danneggiato dal terremoto della Marsica del 1915 e venne restaurato perlopiù nei decenni successivi alla fine del secondo conflitto mondiale. Il 23 gennaio 1944 Roccacerro subì inoltre un disastroso bombardamento aereo da parte degli alleati anglo-americani che provocò dieci vittime e diciassette feriti, oltre a danni ingenti al patrimonio architettonico. L'azione militare bloccò all'altezza di Sante Marie, del valico del monte Bove e dei territori di Colli di Monte Bove e Roccacerro le comunicazioni stradali e ferroviarie necessarie alla contraerea nazista.
Al termine del conflitto mondiale nel centro marsicano ebbe inizio lo spopolamento, i suoi abitanti si spostarono stabilmente verso i centri più grandi in particolare a Tagliacozzo, Avezzano e Roma. Già da tempo molti di questi residenti vivevano a Roccacerro solo per pochi mesi, mentre durante l'inverno si spostavano con le greggi dando vita alla transumanza stagionale lungo gli appennini e verso la campagna romana.

## Monumenti e luoghi d'interesse

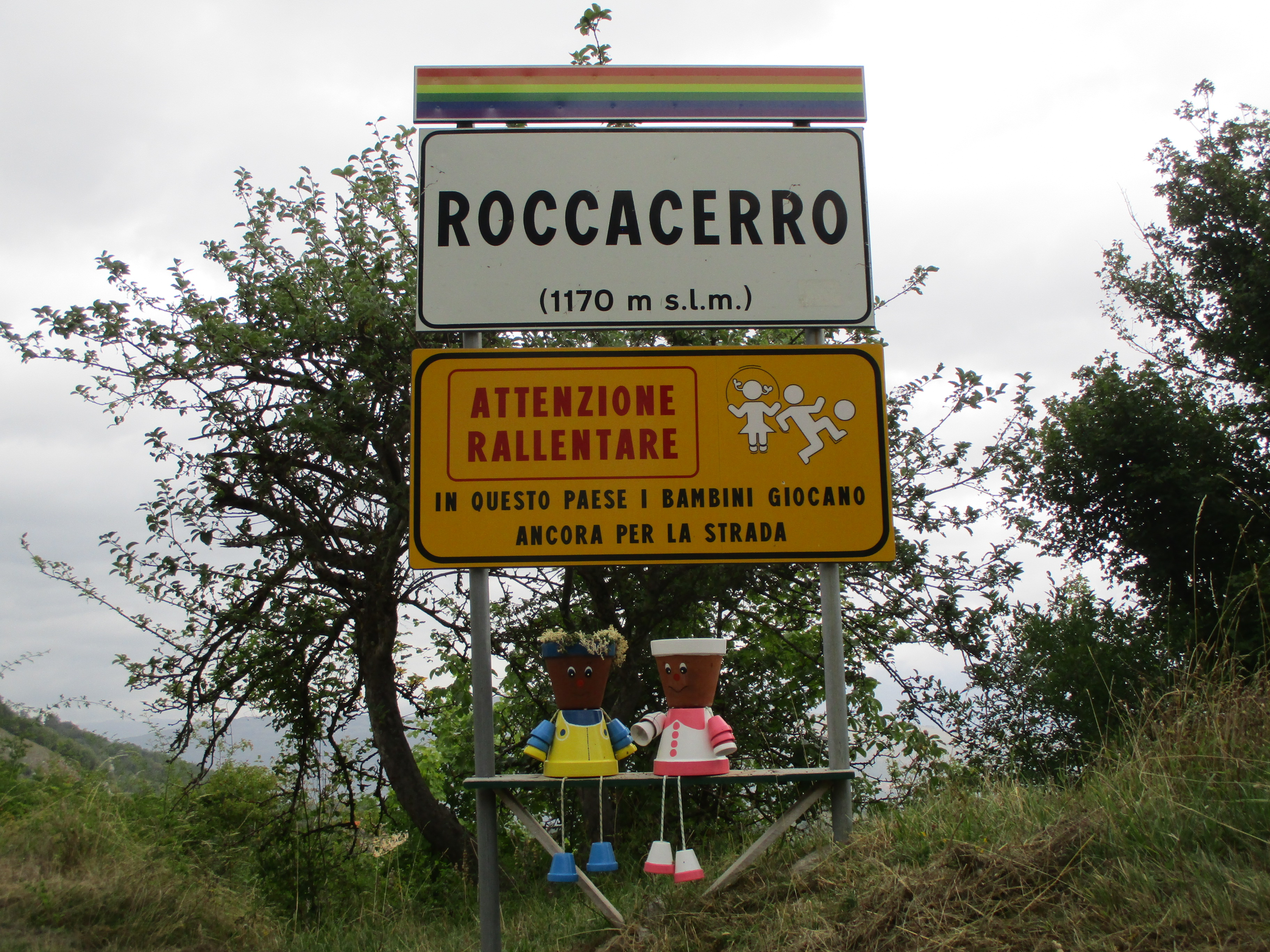
Il pannello di benvenuto

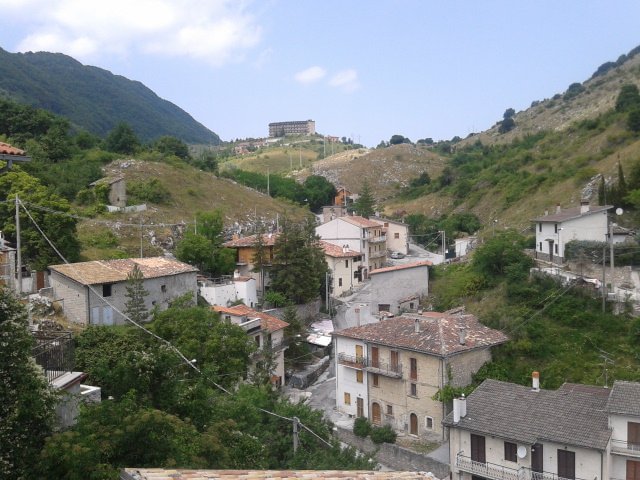
Sullo sfondo il valico del monte Bove

### Architetture religiose
Chiesa di Santa Maria degli AngeliL'edificio di culto risalente al XVIII secolo è stato costruito sul sito della diroccata torre-cintata medievale databile all'XI-XII secolo. La chiesa, a navata unica su pianta rettangolare con altari laterali, è stata restaurata per volontà della diocesi di Avezzano nei primi anni Duemila. Il campanile quadrato si erge lateralmente rispetto alla facciata.

### Aree naturali
Faggeta dei monti SimbruiniL'area, situata tra Abruzzo e Lazio, è una tra le più vaste faggete presenti in Europa. Nell'area marsicana di Cappadocia, Pereto e Tagliacozzo presenta vari accessi, i più percorsi si trovano, oltre a Roccacerro, al rifugio di Campo Catino, a Camporotondo e a Marsia, quest'ultima località è sede della stazione sciistica del monte Midia.
Valle del FuceroArea d'interesse naturalistico situata tra la limitrofa località turistica della Piccola Svizzera e il territorio di Cappadocia.
- Monte Bove: rilievo montuoso incluso nella catena dei monti Carseolani.

## Società

### Tradizioni e folclore

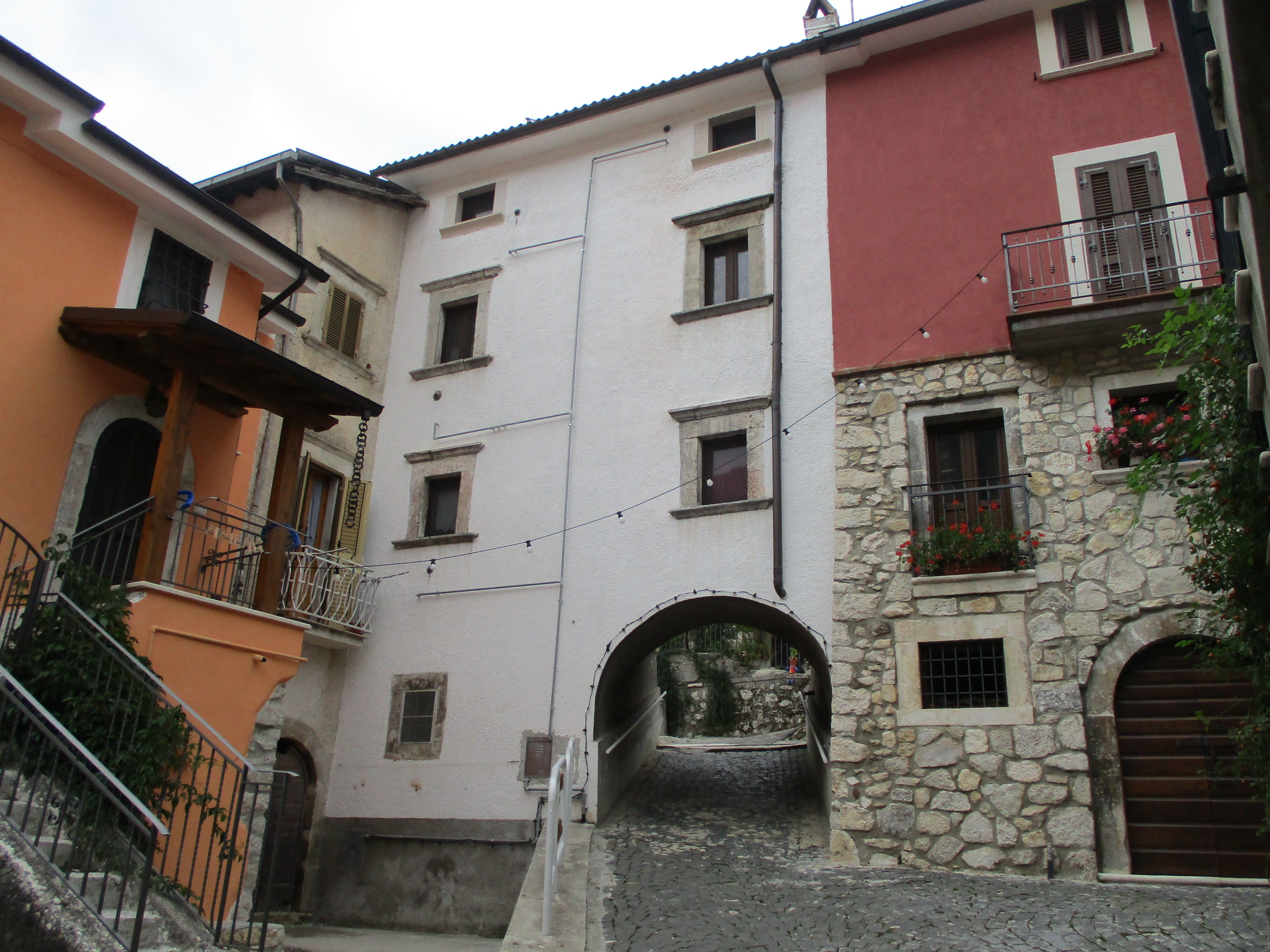
Scorcio del paese

La festa della Pupazza (Pantàsema) prevede la realizzazione di un enorme fantoccio dalle sembianze femminili che sfila per le strade del centro storico in occasione della festa del patrono del paese, san Massimo di Riez.

## Infrastrutture e trasporti

### Strade
Nei pressi del piccolo paese abruzzese passa il tracciato della vecchia via Tiburtina Valeria.

## Amministrazione
In via Pomarca a Roccacerro ha sede l'amministrazione autonoma dei beni di uso civico della Montagna Curio.

## Sport
Il valico del monte Bove a 1 220 m s.l.m. è un punto di passaggio degli amanti del ciclismo e del podismo su strada. Il paese è un punto di partenza per gli amanti dell'escursionismo leggero, praticato dalla località di Collevento sui circostanti monti Carseolani e Simbruini.
Nella limitrofa stazione sciistica di Marsia si praticano lo sci di fondo e lo sci alpinismo.